# Pennatula grandis
Pennatula grandis är en korallart som beskrevs av Ehrenberg 1834. Pennatula grandis ingår i släktet Pennatula och familjen Pennatulidae. Arten har ej påträffats i Sverige. Inga underarter finns listade i Catalogue of Life.